# TÜV Nord
Die TÜV Nord AG (Eigenschreibweise: TÜV NORD) ist eine international tätige, unabhängige Prüforganisation mit Sitz in Hannover. Hauptaufgaben sind Prüfungen, Inspektionen, Zertifizierungen, Ingenieurwesen und Beratung. Die Geschäftsbereiche umfassen u. a. die Themen Industrie, Mobilität, Nachhaltigkeit, erneuerbare Energien, Digitalisierung, Luft- und Raumfahrt sowie Personal und Bildung.

## Geschichte
Der TÜV Nord hat seinen Namen seit 1938, als die Dampfkessel Überwachungsvereine e. V. in Technische Überwachungs-Vereine e. V. umbenannt wurde.
Im Jahr 1992 erfolgte der Zusammenschluss von TÜV Norddeutschland, Hamburg, und TÜV Nord, Rostock, zum TÜV Nord. 1997 kam es zur Vereinigung des TÜV Hannover/Sachsen-Anhalt und TÜV Nord zur TÜV-Nord-Gruppe, die im Jahre 2004 mit dem RWTÜV und dessen Tochtergesellschaft TÜViT zur neuen TÜV-Nord-Gruppe, der heutigen TÜV Nord AG, fusionierte.
Aufgrund der verabschiedeten Wachstumsstrategie wurden 2006 neben anderen Unternehmen die koreanische Prüfgesellschaft Inkoc und der belgische Lebensmittelzertifizierer Integra übernommen.
2007 gab es Bestrebungen zu einer Fusion der beiden Konzerne TÜV Süd und TÜV Nord, die Ende August 2007 eingestellt wurden.
In den folgenden Jahren wurden unter anderem die Unternehmen DMT GROUP (Rohstofferkundung, Ingenieurdienstleistungen), Verebus (Niederlande: Bahn-Signalwesen, Ingenieurdienstleistungen und technisches Dokumentationswesen), Delphos Akademie (Security) und die Alter Technology Group (Spanien) erworben.
Im Jahr 2011 weihte der TÜV Nord in Hannover eine Solartankstelle mit verschiedenen Lademöglichkeiten für Elektromobile ein. Im selben Jahr übersprang der Konzern erstmals die Umsatz-Milliardengrenze. Steigerungen wurden vor allem bei Dienstleistungen mit erneuerbaren Energien erzielt.
2012 rückte Harald Reutter in den Vorstand auf, wo er für Bildung zuständig war. Er kündigte an, dass TÜV Nord trotz der Streichungen von Bildungsleistungen durch die Bundesregierung weiter auf Bildung und Qualifikation setze. Der Vorstand der TÜV Nord AG wurde 2013 um Dirk Stenkamp erweitert, der die strategische Ausrichtung aller Auslandsgesellschaften sowie die Geschäftsbereiche Industrie Service und IT verantwortet.
Im April 2014 wurde die neue Konzernzentrale in Hannover bezogen. Der Bau des nachhaltig gebauten Gebäudes, das Platz für 100 Mitarbeiter bietet, hat sieben Millionen Euro gekostet.
Mit dem Gewinn an Bedeutung der Digitalisierung prüfte TÜV Nord 2015 erste Industrie-4.0-Anwendungen.
Seit 2017 hat das Unternehmen eine neue Führungsstruktur. Der Vorstand wurde verkleinert und die Führung des operativen Geschäfts durch die Konzerngeschäftsführung übernommen.
2018 unterzeichnete TÜV Nord die Charta der Vielfalt. Mit der Unterzeichnung geht das Unternehmen die Selbstverpflichtung ein, ein Arbeitsumfeld zu schaffen, das frei von Vorurteilen ist. 

## Unternehmensstruktur

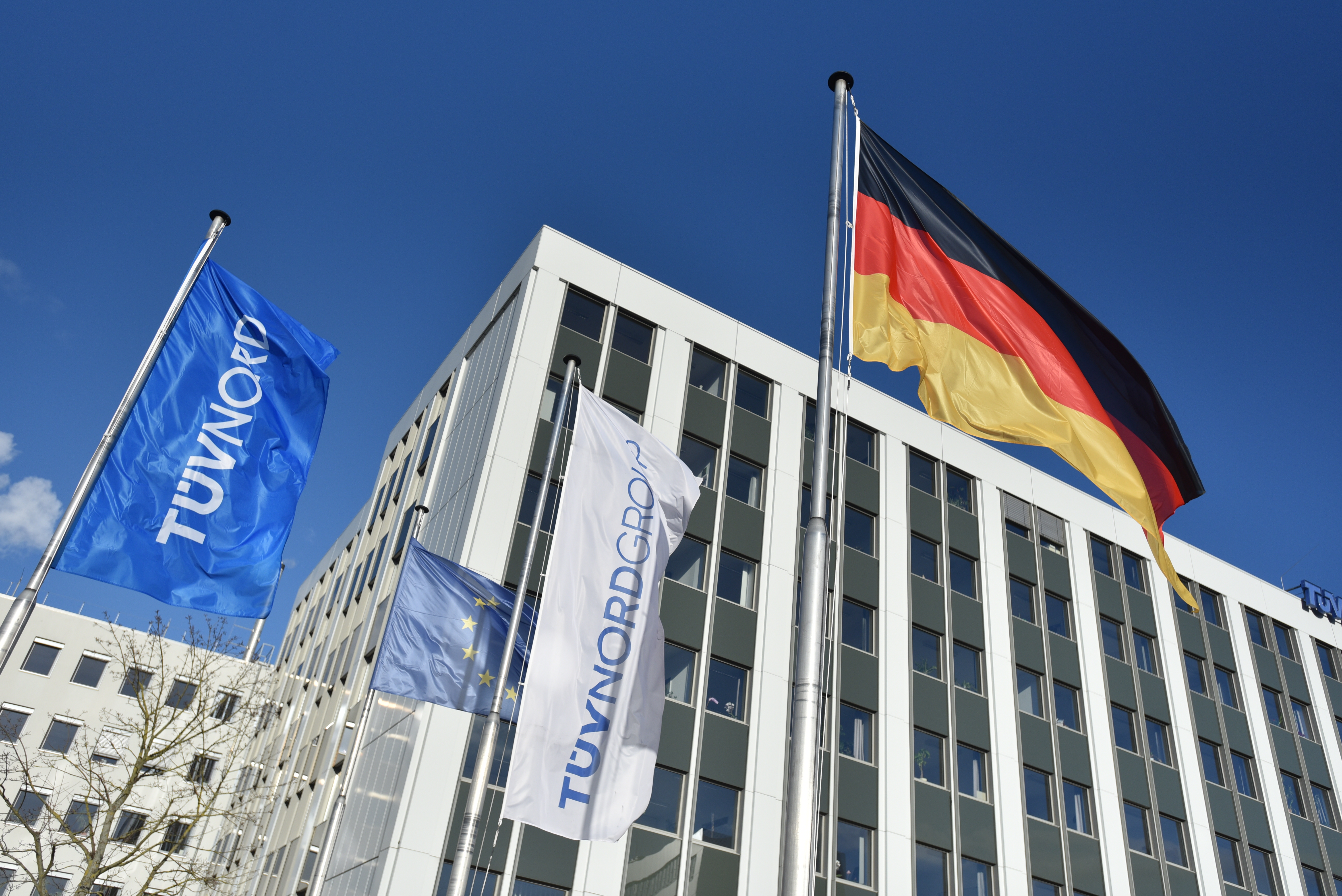
Konzernzentrale Hannover

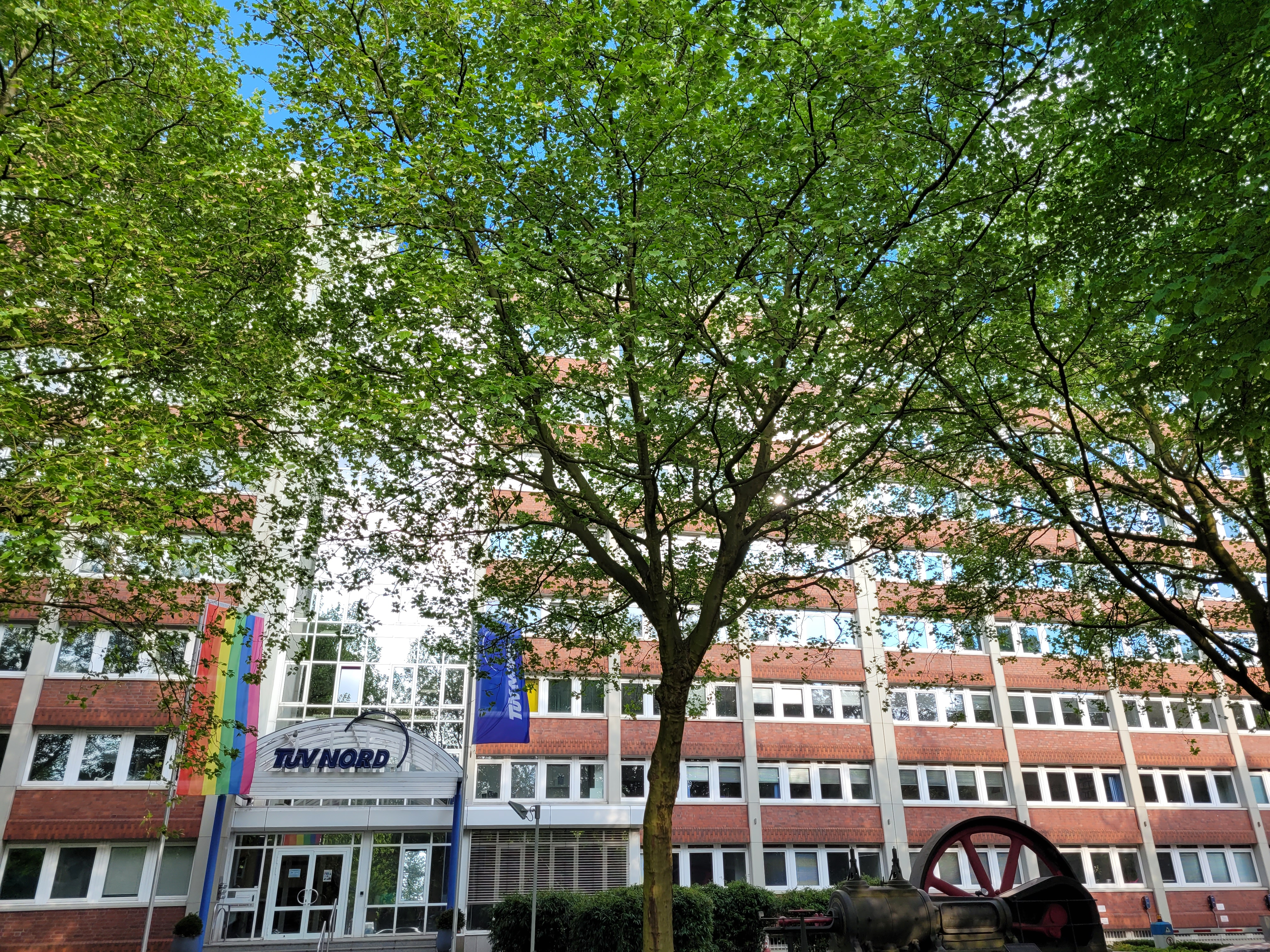
Hauptstandort Hamburg

Neben der Konzernzentrale in Hannover befinden sich die Hauptstandorte in Hamburg und Essen. Eine Konzernrepräsentanz befindet sich in Berlin. Die Konzernmarken (TÜV Nord, DMT, Alter Technology, TÜViT) sind unter der Dachmarke TÜV Nord Group vereint.
Das Unternehmen ist eine technische Prüforganisation und agiert mit seinen Tochtergesellschaften in den Geschäftsbereichen Mobility, Industry, Energy & Resources, Certification, Digital & Semiconductor sowie People & Empowerment. Es beschäftigt nach eigenen Angaben mehr als 14.000 Mitarbeiter in mehr als 100 Ländern weltweit.
Aktionäre sind der TÜV Nord e. V. (36,1 %), RWTÜV e. V. (36,1 %) und TÜV Hannover/Sachsen-Anhalt e. V. (27,8 %).

## Arbeitsfelder und Geschäftsbereiche
Der TÜV-Nord-Konzern ist ein privatwirtschaftliches, rechtlich selbständiges Unternehmen. Er hat weder einen Behördenstatus noch ist er mit dem Staat verbunden. Bei Fahrerlaubnisprüfungen in mehreren Bundesländern üben seine Sachverständigen zwecks Staatsentlastung hoheitliche Tätigkeiten aus und erfüllen insoweit den funktionellen Behördenbegriff. Alle anderen Arbeitsgebiete unterliegen dem Wettbewerb mit anderen nationalen und internationalen Prüforganisationen. Die Unternehmen des TÜV-Nord-Konzerns bieten sowohl gesetzlich geforderte Sicherheits- und Qualitätsdienstleistungen als auch darüber hinaus gehende Sicherheitslösungen für Kunden im In- und Ausland. Ein Viertel des Umsatzes wird außerhalb Deutschlands erzielt.
Die Strategie des Konzerns wird von den Themen Wachstum, Internationalisierung und Innovation bestimmt. Einen besonderen Fokus setzt das Unternehmen in den nächsten Jahren auf Innovation und Digitalisierung. Dazu legt die TÜV Nord einen Schwerpunkt auf die Digitalisierung ihrer Dienstleistungen. Beispiele sind die Sicherheit von Unternehmens- und Verbraucherdaten, der Schutz vor Hackerangriffen, das Internet der Dinge (IoT) und Car-IT. TÜV Nord setzt sich für den souveränen Umgang und sicheren Austausch von Daten im Verein Industrial Data Space e. V. ein. TÜV Nord ist neben TÜV Süd, TÜV Rheinland, TÜV Saarland und TÜV Thüringen eine der fünf im Wettbewerb stehenden TÜV-Unternehmen in Deutschland. Weitere nationale und internationale Wettbewerber sind u. a. DEKRA (Deutschland), SGS (Schweiz) und Bureau Veritas (Frankreich).

### Industry, Certification
Die Geschäftsbereiche Industry und Certification führen Prüfungen, Zertifizierungen und weitere sicherheits- und qualitätsrelevante Bewertungen in den Arbeitsfeldern Industrie, Energie, Infrastruktur sowie Mensch und Umwelt (Resources4Life) durch. Zu den Arbeitsgebieten gehören auch Umwelttechnologie sowie Arbeitsschutz und Gesundheit.

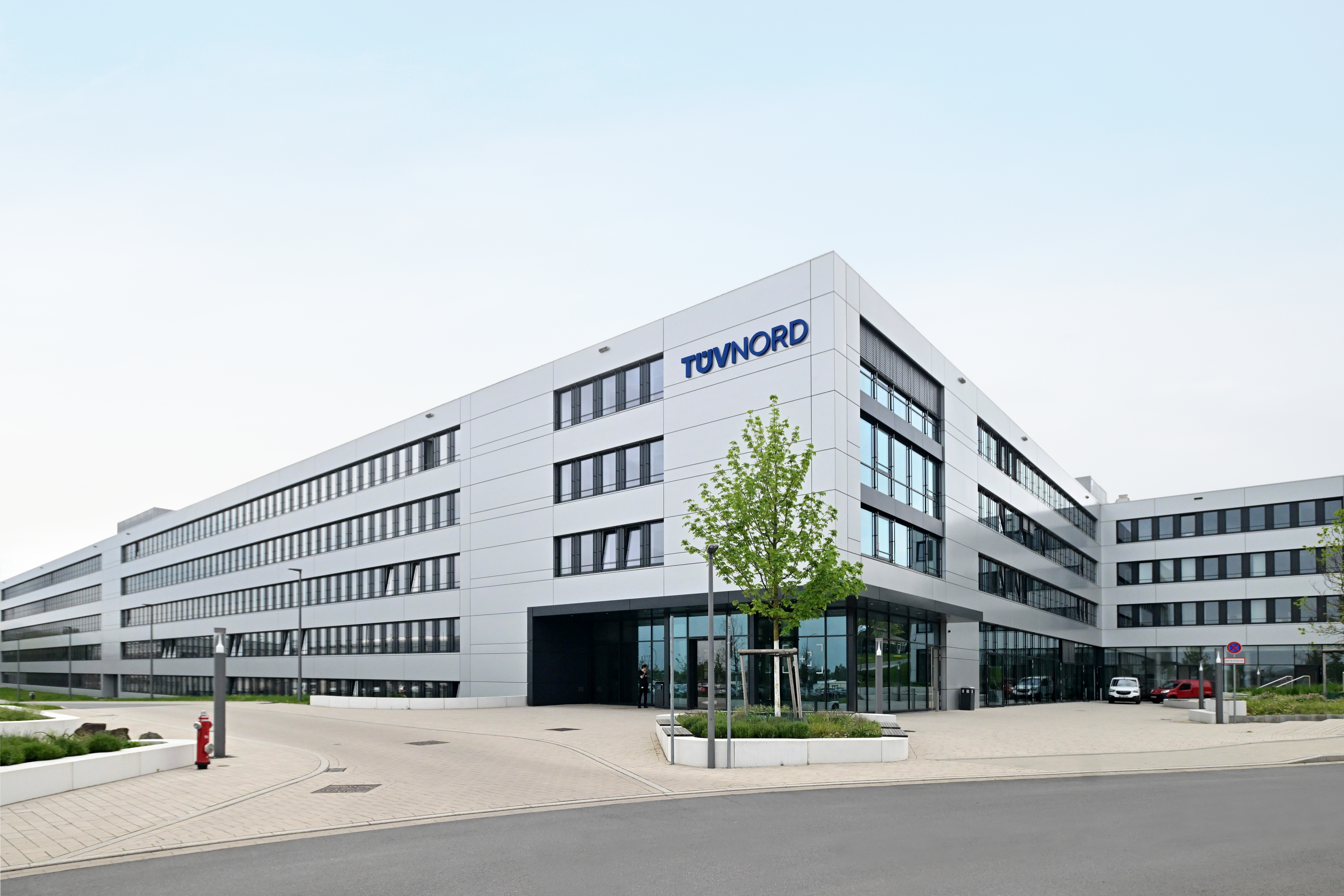
TÜV Nord Campus in Essen

Das Geschäft umfasst die klassischen Prüfungen von Industrieanlagen, Kraftwerken, Druckbehältern und Aufzügen. Erneuerbare Energien und Bahntechnik gehören ebenso zu stark wachsenden Arbeitsfeldern wie die Nahrungs- und Futtermittelsicherheit. Die Food-Labore im indischen Pune und in Kuala Lumpur wurden 2016 erweitert.
Im Bereich Erneuerbare Energien begleitet TÜV Nord weltweit Projekte von der Planung über die Konstruktion bis hin zum Bau und Betrieb von regenerativen Energieerzeugungsanlagen. TÜV Nord ist beispielsweise im Bereich Windenergie mit Zertifizierungen, Standortgutachten und Inspektionen für On- und Offshore Windenergieanlagen aktiv.

### Mobility
Zum Dienstleistungsangebot gehören Fahrzeug- und Fahrerlaubnisprüfungen, Fahrzeugbegutachtungen, aber auch die entwicklungsbegleitende Beratung für die Automobil- und Zulieferindustrie oder Consulting- und Vermarktungsdienstleistungen für unterschiedliche Kundengruppen. Außerdem begutachten Ärzte und Psychologen im Medizinisch-Psychologischen Institut des Unternehmens Menschen, die ihre Fahrerlaubnis verloren haben, um sie so wieder in den Straßenverkehr zu integrieren.

### People & Empowerment
Im Geschäftsbereich Bildung bieten mehrere Tochtergesellschaften des TÜV Nord berufliche Fort- und Weiterbildungen, Lehrgänge und Umschulungsmaßnahmen an. Die Themen umfassen beispielsweise technische Sicherheit, Qualität, Unternehmensführung, Logistik, Umweltschutz oder Arbeits- und Gesundheitsschutz. 

### Energy & Resources
Die DMT ist eine globale Unternehmensgruppe mit 14 Ingenieur- und Consultingunternehmen in den Märkten Bergbau, Öl und Gas, Infrastruktur und Bauwesen sowie Anlagenbau an weltweit 30 Standorten. Angeboten wird insbesondere die Suche nach Energieträgern und Mineralien im Boden. Pro Jahr werden etwa 10.000 Projekte betreut. DMT war bisher in 150 Ländern tätig.
Innerhalb der Business Unit Energy & Resources ist auch die Wasserstoffinitiative HydroHub angesiedelt, die alle Beratungs- und Engineering-Dienstleistungen der TÜV NORD GROUP entlang der gesamten Wertschöpfungskette von Wasserstoff bündelt. Fokus des HydroHub ist die Unterstützung von Unternehmen, Kommunen und Regierungen im Aufbau einer Infrastruktur für Wasserstoff.

### Digital & Semiconductor
Der Geschäftsbereich widmet sich aktuellen Anforderungen der Informationstechnik (IT). Mit dem TÜViT bietet der TÜV Nord neutrale Prüfdienstleistungen und Zertifizierungen an. Bewertungen von Sicherheits- und Qualitätseigenschaften, Risikoanalyse sowie Prüfen von Funktion und Betrieb für IT-Systeme sind einige Arbeitsfelder. Dazu gehören auch Prüfungen und Zertifizierungen von Hard- und Software.
Mit ihrem Tochterunternehmen Alter Technology mit Sitz in Madrid (Spanien) ist die TÜV Nord im Bereich Raumfahrt tätig. Alter Technology bietet Dienstleistungen für Beschaffung, Modifizierung, Prüfung und Zertifizierung von Elektronikkomponenten in der Luft- und Raumfahrtindustrie an. Das Unternehmen ist in den Arbeitsfeldern der Luft- und Raumfahrt, Sicherheit, Transport, Emergency Service, im Gesundheitsbereich, Automotive und vielen weiteren tätig. Alter Technology ist international an vielen großen Raumfahrtprojekten beteiligt und feierte 2016 sein 30-jähriges Bestehen.

## Ursprünge der technischen Überwachung
Der Motor der Industrialisierung in Deutschland im 19. Jahrhundert war die Dampfmaschine, die zu einem wesentlichen Rationalisierungsschub führte. Zur Erzeugung des Dampfes wurden Dampfkessel entwickelt, deren Betriebsdrücke und Dampfleistungen stetig gesteigert wurden, was aber immer wieder zu verheerenden Dampfkesselexplosionen führte. Begründet waren die Unfälle in mangelnden Kenntnissen bezüglich der Auslegung von drucktragenden Bauteilen, nicht standardisierten Werkstoffen, Mängeln an Ausrüstungsteilen und auch fehlenden Kenntnissen bei dem Betriebspersonal (Kesselwärter).
Zur Gewährleistung eines sicheren Betriebes erfolgte Ende der 1860er-Jahre die Gründung regionaler Dampfkessel-Überwachungsvereine als Selbsthilfegemeinschaften der Dampfkesselbetreiber, so 1869 in Altona und 1872 in Siegen. Sie sollten Unfälle durch unabhängige Inspektionen vermeiden helfen. Die Zahl der Unfälle ging dadurch stark zurück. Im Laufe der Jahre erhielten diese „Dampfkessel-Überwachungs- und Revisions-Vereine“ (DÜV) weitere Aufgaben vom Staat übertragen. Am Anfang des 20. Jahrhunderts kam die Prüfung von Elektrotechnik hinzu. Aus den DÜV entstanden so Technische Überwachungsvereine (TÜV) als beliehene Unternehmer. In der Bundesrepublik waren die staatsentlastenden Tätigkeiten der TÜV in der Gewerbeordnung festgeschrieben. Der Staat hatte somit hoheitliche Überwachungstätigkeiten auf Vereine übertragen, die dadurch eine Monopolstellung erhielten.
Waren früher viele kleine regionale Vereine tätig, sind es heute wenige große Unternehmen, die durch Fusionen und Zusammenschlüsse entstanden sind. Mittlerweile ist das Monopol der TÜVs durch entsprechende Änderungen in den relevanten Verordnungen (z. B. Betriebssicherheitsverordnung) aufgehoben worden.